# Mondex
Mondex è un sistema di pagamento elettronico, implementato come carta prepagata, facente parte del gruppo Mastercard.

## Storia
Mondex è stato ideato da Tim Jones e Graham Higgins della National Westminster Bank nel Regno Unito ed è stato inizialmente sviluppato tra il 1990 e il 1993. Il sistema è stato presentato pubblicamente nel dicembre 1993. 
Nel 1992 Ron William, all'ora CEO di Europay International, precedente dirigente responsabile del team Mondex di Natwest, portò il concetto e la tecnologia sviluppati dalla sua azienda all'attenzione dei dirigenti di Europay International e MasterCard. 
Le prove pubbliche iniziali del sistema di pagamento sono state condotte a partire da luglio 1995, dalla Mondex International di recente costituzione a Swindon, nel Wiltshire. La fase pubblica aveva richiesto lo sviluppo e la produzione di numerosi dispositivi commerciali e smart card con BT, NatWest e Midland Bank che sponsorizzavano e installavano terminali al dettaglio nei parcheggi, telefoni pubblici e autobus.  
Nel 1997, Visa ha distribuito Visa Cash con la sua borsa elettronica e MasterCard ha distribuito Mondex per vedere se la popolazione dell'isola di Manhattan avrebbe abbracciato il concetto e la tecnologia come mezzo per sostituire i contanti. 
Allo stesso tempo, altri istituti finanziari, operatori di telecomunicazioni e paesi investirono e aderirono come proprietari di Mondex International.
Il sistema è stato successivamente venduto a MasterCard International nel 2001. MasterCard in quel momento possedeva già il 49% dell'azienda.

## Espansione
Mondex è stato lanciato in numerosi mercati negli anni '90, espandendosi dal processo originale di Swindon a Hong Kong, New York e Guelph, in Canada. È stato anche sperimentato in diversi campus universitari britannici alla fine degli anni '90, tra cui l'Università di Edimburgo, l'Università di Exeter (tra il 1997 e il 2001), l'Università di York, l'Università di Nottingham, l'Aston University e la Sheffield Hallam University. 

## Funzionamento
Poiché la carta Mondex è un sistema aperto che consente trasferimenti individuali, questa consente di scambiare denaro tra carte o tra persone senza dover passare attraverso il sistema centrale della banca. Contiene inoltre, informazioni sul contante sul chip IC e può essere utilizzato come denaro contante, memorizzando contemporaneamente diversi tipi di valute.

## Sicurezza
La notazione Z è stata utilizzata per dimostrare le proprietà di sicurezza di Mondex, consentendole di raggiungere il livello E6 ITSEC, la classificazione di livello di sicurezza più alta concessa da ITSEC.

## Loghi

1996-2008